# 영도병원
영도병원은 부산광역시 영도구 태종로 85 에 위치한 종합병원이다.

## 연혁
- 1981년 4월 영도외과의원 개원
- 1984년 9월 영도병원 개원(신축,증축)
- 1996년 6월 종합병원 승격
- 1997년 10월 (구)영도병원 건물을 별관으로 개설(85실 373병상), 영도한방병원 개원(자매병원)
- 2011년 6월 별관 신축 (척추관절센터, 건강검진센터, 재활치료센터)